# Ensemble Obere Stadt (Weilheim in Oberbayern)

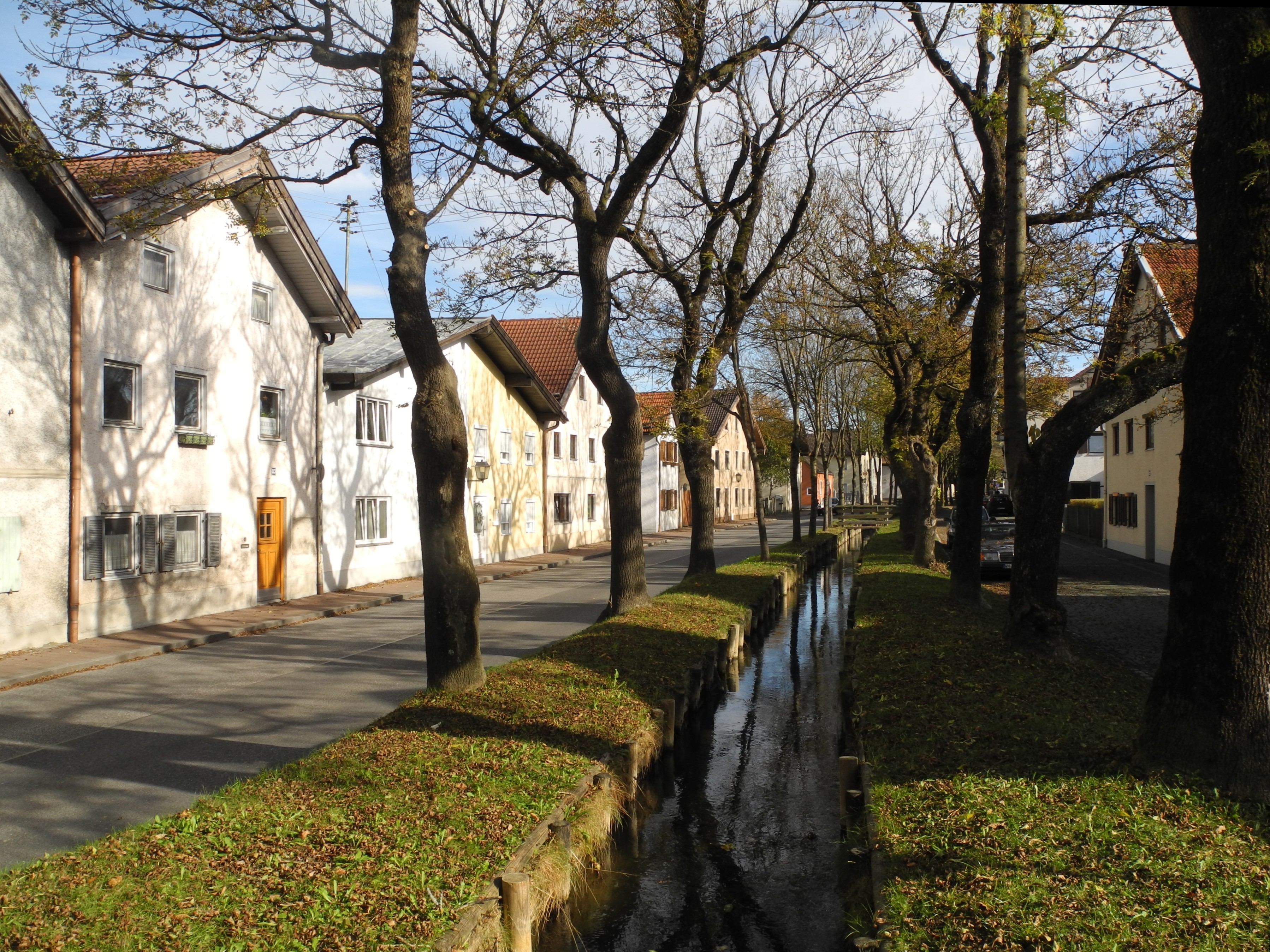
Blick in Weilheims Obere Stadt

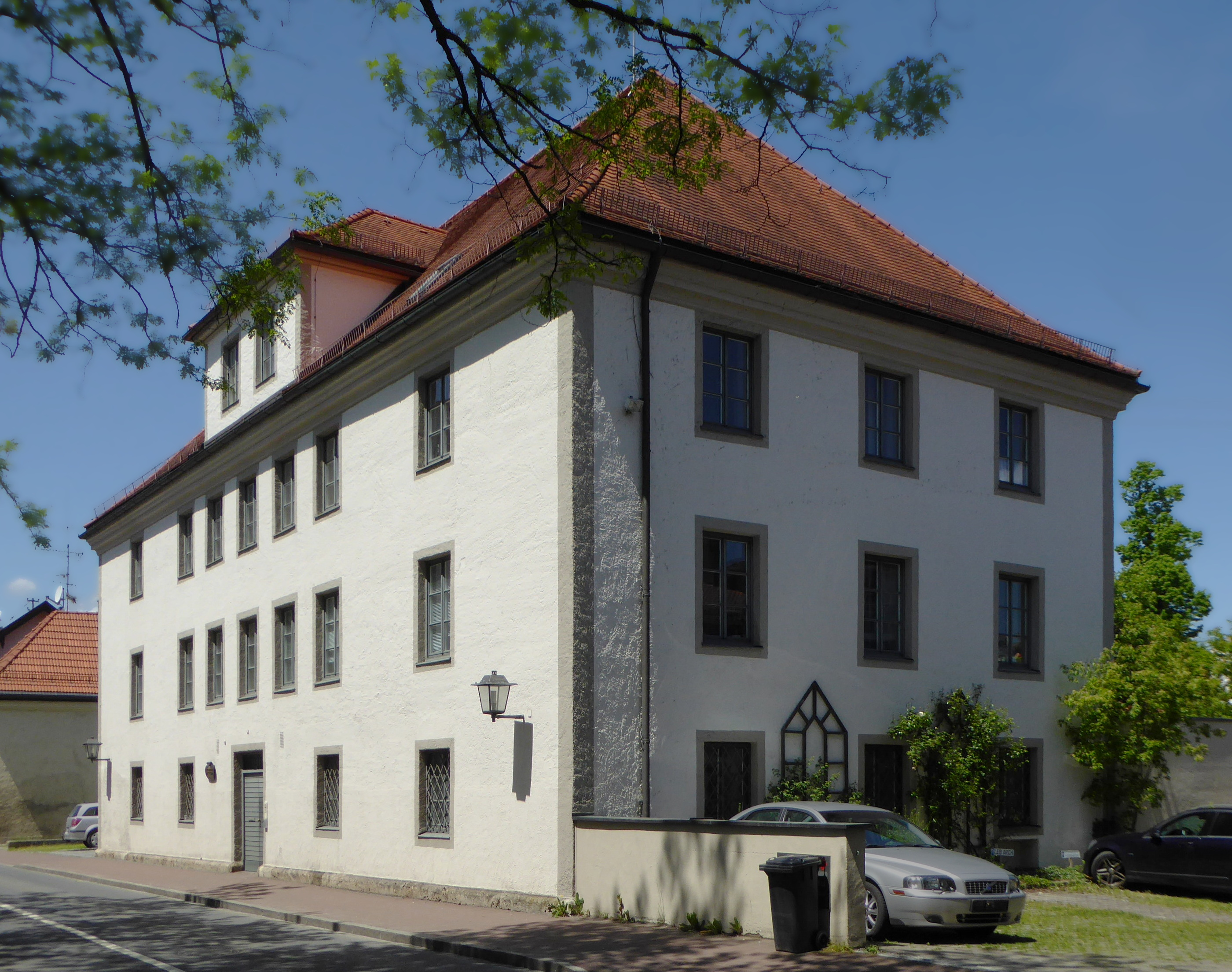
Ehemaliger Ettaler Zehntkasten, nach 1862 Bezirksamt Weilheim

Das Ensemble Obere Stadt in Weilheim in Oberbayern, der Kreisstadt des oberbayerischen Landkreises Weilheim-Schongau, ist ein Bauensemble, das unter Denkmalschutz steht.

## Beschreibung
Es umfasst die östlich vor dem ehemaligen Obertor in West-Ost-Richtung sich hinziehende Obere Stadt in dem 600 Meter langen Bereich zwischen Schleifermühle und Bärenmühle. 
Die Entstehung dieser Handwerker- und Ackerbürger-Vorstadt zu beiden Seiten des Stadtbaches in einer lang gestreckten Angerform geht auf das 15. Jahrhundert zurück. Zwischen vier im Abstand von etwa 300 Meter liegenden, den Bach überbauenden Mühlen erfolgte eine geschlossene Bebauung durch meist niedrige Häuser. Der Brand im Jahr 1810 bedingte eine Neuordnung, es wurde die Häuserzeile links des Baches weiter südwärts zurückgesetzt. 
Die meisten Gebäude des Ensembles entstanden beim Wiederaufbau nach 1810: Im Westteil stehen vor allem zweigeschossige verputzte Traufseitbauten, im Ostteil Giebelbauten mit Flachsatteldächern, unter denen die geschlossene Reihe Nr. 117 bis Nr. 137 (die ungeraden Nummern) besonders herausragt.
Die Eckbauten zeigen häufig abgewalmte Dächer, ebenso die drei großen, die Mittelachse des Ensembles beherrschenden Baukörper der Mühlen und der Ettaler Zehntkasten, der nach 1862 zum Sitz des Bezirksamts wurde. Der Bachlauf wird von einer doppelten Baumreihe gesäumt.

## Einzeldenkmäler
Siehe in der Liste der Baudenkmäler in Weilheim in Oberbayern unter den Straßennamen Obere Stadt und Rathausplatz.